# Sovenj-e Sofla
Sovenj-e Sofla (persiska: سُوِنجِ سُفلیٰ ) är en ort i Iran. Den ligger i den nordvästra delen av landet, 400 km nordväst om huvudstaden Teheran, i provinsen Östazarbaijan. Närmaste större samhälle är Torkmanchay, 9 km åt nordost. Sovenj-e Sofla ligger 1 524 meter över havet.